# 429 î.Hr.

## Arte, științe, literatură și filozofie
- A avut premiera tragediei Oedip rege de Sofocle.

## Decese
- Pericle, om de stat atenian (n.c. 495 î.Hr.)

## Legături externe
Materiale media legate de 429 î.Hr. la Wikimedia Commons